# شکور بی‌لی (فضولی)
شکور بی‌لی (به لاتین: Şükürbəyli) یک منطقه مسکونی در جمهوری آذربایجان است که در شهرستان فضولی واقع شده است. 